# Эстетическая гимнастика

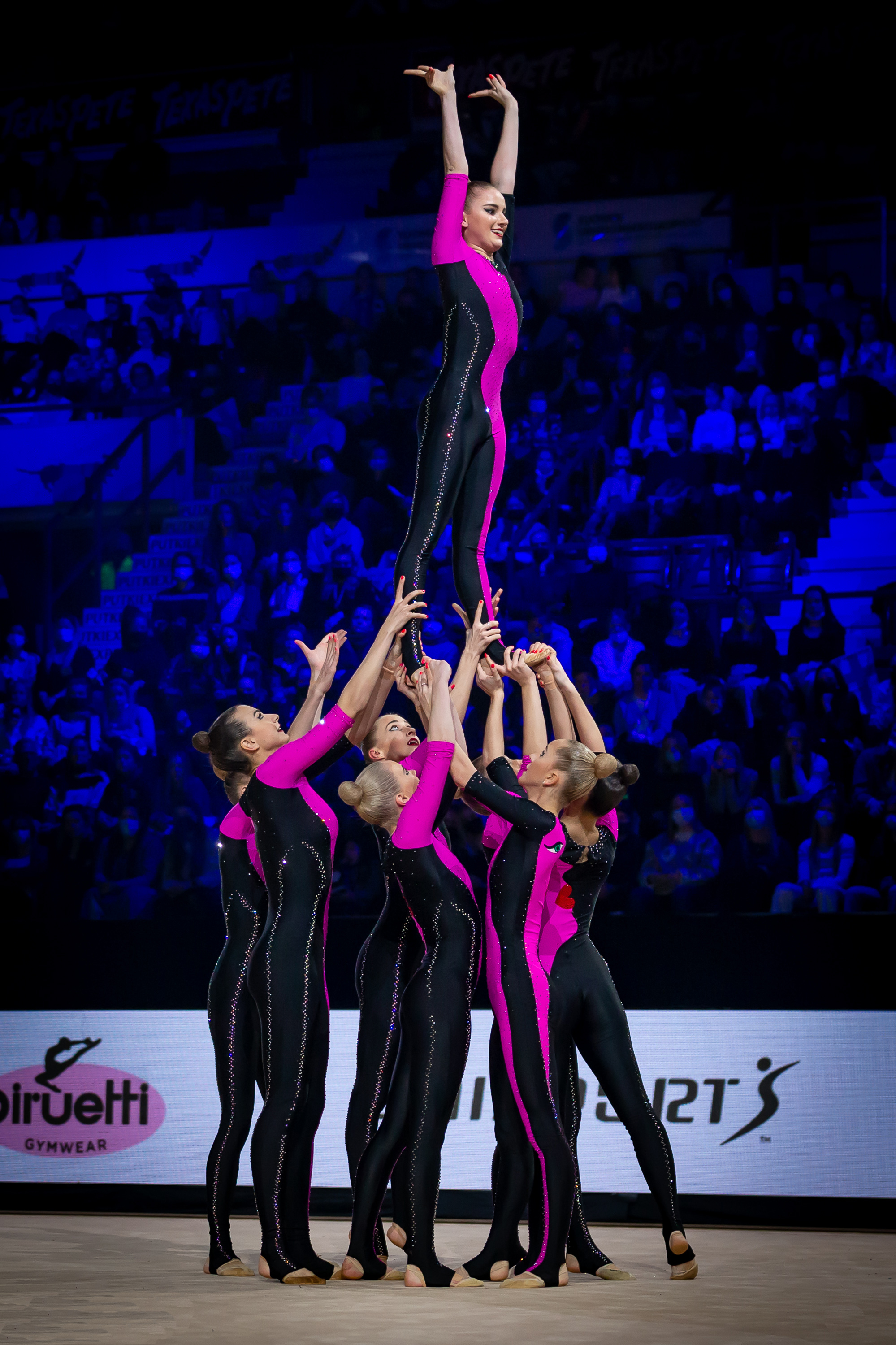
Команда «Мадонна», чемпион мира 2011—2014, 2018, 2019

Эстетическая гимнастика — вид спорта, основанный на стилизованных, естественных движениях всего тела. Этот вид спорта включает гармонические, ритмические, поддержки и динамические элементы, выполняемые с естественной грацией и силой. Существует непрерывный поток от одного движения к другому, как если бы каждое новое движение происходило от предыдущего. Все движения должны выполняться плавно, значительно изменяясь и в динамике, и в скорости. Композиция должна содержать универсальные и разнообразные движения тела, как, например, тело «волнами» и «качели», прыжки и подскоки, спиральные повороты и танцевальные шаги. Для этого необходимы гибкость, скорость, сила, координация и способность двигаться без усилий. Допускаются и приветствуются различные варианты поддержек и взаимодействий гимнасток.
Эстетическая гимнастика ведет своё происхождение от «свободных танцев», основоположницей которых является Айседора Дункан. Она выходила танцевать босиком, на «полупальцах», и в своих движениях использовала древнегреческую пластику.
Эстетической гимнастикой занимаются с 4-х лет. В команду входят 6 и более гимнасток. Упражнение выполняется под музыку и его продолжительность составляет от 2,15 до 2,45 минут. Командная работа и единство особенно значимы. Хореография создаёт историю, используя выразительную интерпретацию музыки через движения.
Вид спорта эстетическая гимнастика в 2005 году был включён в перечень видов спорта, признанных на территории РФ (приказ Росспорта № 459 от 01.08.2005 г.), в 2007 году был включён во Всероссийский реестр видов спорта (приказ Росспорта № 65 от 13.02.2007). Код вида спорта — 0580001411Б.

## История
Эстетическая гимнастика являлась национальным видом спорта в Финляндии и Эстонии на протяжении 100 лет, а с 1950-х годов начали проводиться соревнования. Первый международный турнир проходил в Хельсинки (Финляндия) в 1996 году. А уже через четыре года, в июне 2000 года, в Хельсинки был организован первый чемпионат мира. Последующие чемпионаты мира были проведены в Таллине (Эстония) в 2001 году, в Праге (Чешская Республика) в 2002 году, в Граце (Австрия) в 2003 году, в Софии (Болгария) в 2004 году, в Копенгагене (Дания) в 2005 году и в Тампере (Финляндия) в 2006 году. Во многих странах этот вид спорта развивается и практикуется и скоро они смогут принять участие в будущих чемпионатах.
Всероссийская федерация эстетической гимнастики (ВФЭГ) была создана 5 апреля 2002 года. Датой создания Международной федерации эстетической гимнастики считается 12 октября 2003 года. За этот короткий срок российские спортсменки многократно становились чемпионами и призёрами Чемпионатов мира, обладателями Кубка мира. Семь раз российские гимнастки выигрывали Чемпионат Мира в личном зачёте. Из них московская команда МПГУ «Мадонна» пять раз становилась чемпионом мира (абсолютный рекорд по количеству раз). По одному разу выигрывали Чемпионат мира команды «Роксэт» (Тула) и «Экспрессия» (Москва).
В 2009 году в НГУ им. П. Ф. Лесгафта (Санкт-Петербург) на Кафедре теории и методики гимнастики было открыто отделение эстетической гимнастики. Пока это единственное в мире высшее учебное заведение, где готовят специалистов по виду спорта «эстетическая гимнастика». В 2021 году Кафедра теории и методики Смоленской государственной академии физической культуры, спорта и туризма объявляет первый набор для поступления на специализацию "эстетическая гимнастика" по направлению 49.03.04 "Спорт".
Приказом Минспорта России № 295 от 10 апреля 2020 г. утверждены изменения в Единую всероссийскую спортивную классификацию (Нормы и требования по присвоению разрядов).
Приказом Министерства спорта Российской Федерации от 31 августа 2017 г. № 777 утверждена новая редакция Правил вида спорта «эстетическая гимнастика».
Приказом Минспорта России № 1037 от 21 ноября 2022 г. утвержден Федеральный стандарт спортивной подготовки по виду спорта "эстетическая гимнастика".
Приказом Минспорта России № 148 от 09 марта 2021 г. утверждена Программа развития вида спорта "эстетическая гимнастика" в Российской Федерации.
За время развития эстетической гимнастики в России 430 спортсменок стали Мастерами спорта России по эстетической гимнастике, 20 гимнасток получили почетное спортивное звание Заслуженный мастер спорта России, 5 тренеров удостоены почетного спортивного звания Заслуженный тренер России.

### Чемпионаты мира по эстетической гимнастике
| Год  | Чемпионы                     | Второе место                    | Третье место                          | Место и страна проведения | Место и страна проведения |
| ---- | ---------------------------- | ------------------------------- | ------------------------------------- | ------------------------- | ------------------------- |
| 2000 | Campuksen Koonto             | GC Piruett                      | Lahjan Tytöt                          | Хельсинки                 | Финляндия                 |
| 2001 | GC Piruett                   | Lahjan Tytöt                    | SC Velar Olarin Voimistelijat         | Таллин                    | Эстония                   |
| 2002 | Olarin Voimistelijat/Dynamot | Возрождение                     | СК Вера                               | Прага                     | Чехия                     |
| 2003 | Olarin Voimistelijat/Dynamot | Olarin Voimistelijat/Elektronit | GC Janika                             | Грац                      | Австрия                   |
| 2004 | Olarin Voimistelijat/Dynamot | Оскар                           | Роксэт                                | София                     | Болгария                  |
| 2005 | Роксэт                       | Vantaan Voimisteluseura/Frida   | GC Piruett                            | Копенгаген                | Дания                     |
| 2006 | Olarin Voimistelijat/Dynamot | National Team                   | Роксэт                                | Тампере                   | Финляндия                 |
| 2007 | GC Janika                    | National Team                   | Оскар                                 | Салоу                     | Испания                   |
| 2008 | Olarin Voimistelijat/Deltat  | Janika Elite                    | National Team Оскар                   | Торонто                   | Канада                    |
| 2009 | Deltat                       | Оскар                           | Мадонна                               | Москва                    | Россия                    |
| 2010 | Fotonit/OVO                  | Мадонна                         | National Team                         | Варна                     | Болгария                  |
| 2011 | Мадонна                      | National Team                   | GC Piruett/GC Janika joint Elite team | Тарту                     | Эстония                   |
| 2012 | Мадонна                      | National Team                   | Небеса                                | Картахена                 | Испания                   |
| 2013 | Мадонна                      | OVO Team                        | National Team                         | Лахти                     | Финляндия                 |
| 2014 | Мадонна                      | National Team                   | Экспрессия                            | Москва                    | Россия                    |
| 2015 | Minetit                      | Экспрессия                      | National Team                         | Торсхавн, Фарерские о-ва  | Дания                     |
| 2016 | Экспрессия                   | Minetit                         | Мадонна                               | Брно                      | Чехия                     |
| 2017 | Minetit                      | Экспрессия                      | OVO Team                              | Хельсинки                 | Финляндия                 |
| 2018 | Мадонна                      | Minetit                         | Экспрессия                            | Будапешт                  | Венгрия                   |
| 2019 | Мадонна                      | Minetit                         | OVO Team                              | Картахена                 | Испания                   |
| 2021 | Minetit                      | Мадонна                         | Экспрессия                            | Хельсинки                 | Финляндия                 |
| 2022 | National Team                | Minetit                         | Gloria                                | Грац                      | Австрия                   |
| 2023 | Экспрессия                   | The National Team               | National Team Мадонна                 | Алматы                    | Казахстан                 |
| 2024 | Minetit                      | National Team                   | Siidisabad                            | Тарту                     | Эстония                   |

## Судейство
Выступления Групп оцениваются тремя бригадами судей: оценивающими Техническую ценность композиции, Артистическую ценность композиции и Исполнение. Каждая бригада состоит минимум из 3 судей (на всероссийских соревнованиях из 4 судей). Минимально допустимое количество судей в поле — 9, максимальное — 12.
Техническая ценность композиции складывается из суммы обязательных элементов и дополнительных трудностей. Обязательные элементы и дополнительные трудности должны быть выполнены всей Группой.
Артистическая ценность соревновательной композиции складывается из нескольких основных компонентов, каждый из которых суммирует различные аспекты композиции: мастерство гимнасток в композиции, структура композиции, оригинальность и выразительность композиции. В упражнение также могут быть включены разрешенные правилами акробатические элементы, поддержки и взаимодействия.
Исполнение упражнения оценивается по следующим критериям: синхронности, соответствию технике эстетической гимнастики, индивидуальным физическим навыкам гимнасток, выразительности и эстетической направленности, соответствию динамике и ритму музыки, соответствию элементов композиции аспектам здоровья.

## Распространённость
За свою сравнительно молодую историю эстетическая гимнастика получила распространение более, чем в сорока странах мира. Появившаяся из художественной, эстетическая гимнастика всё более и более выделяется на общем фоне видов спорта. В этом молодом виде спорта уже есть многократные чемпионы. И с каждым годом эстетическая гимнастика становится всё более популярным видом спорта.